# Silanion

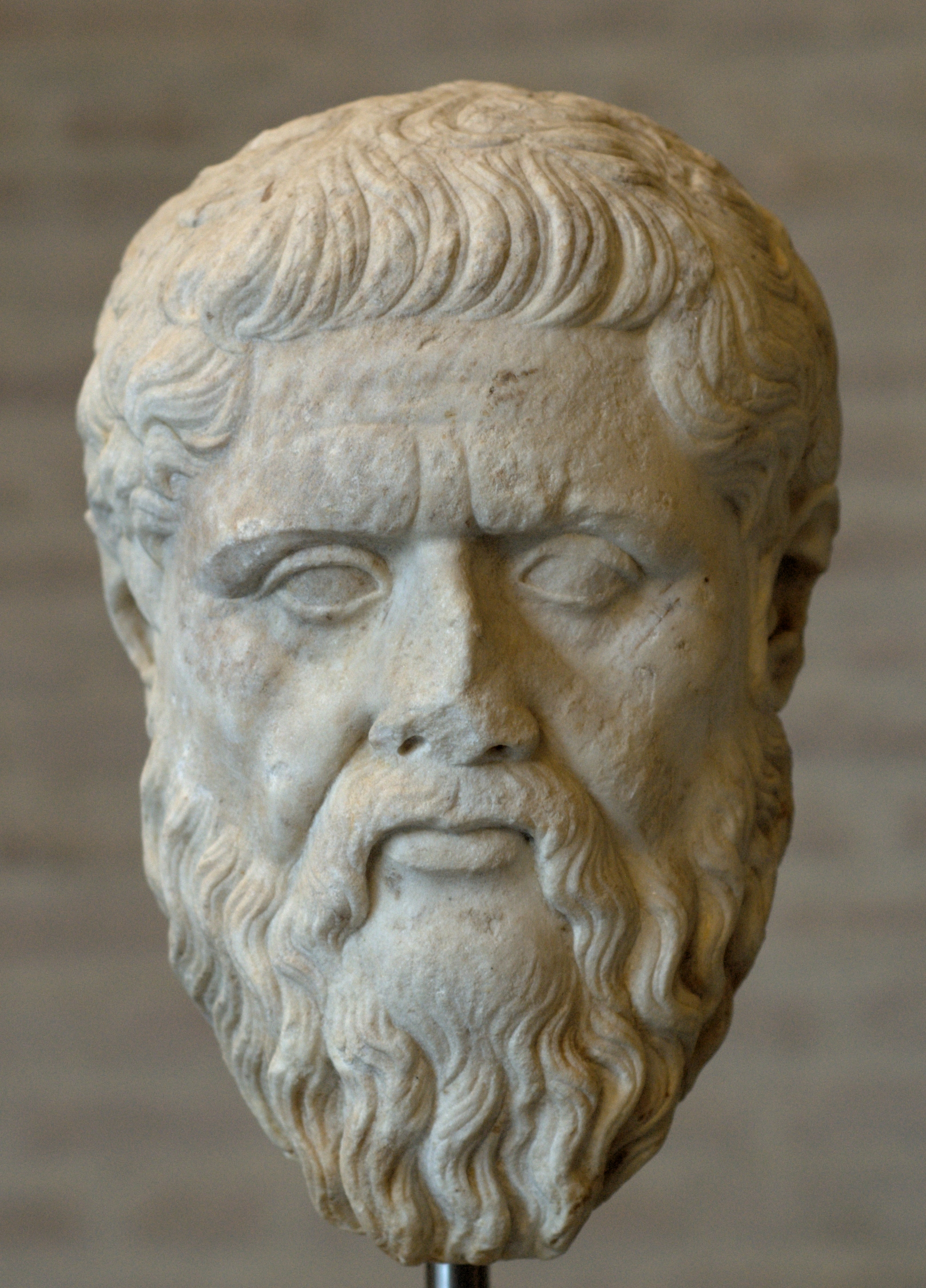
Platonbüste, römische Kopie von Silanions Werk (Glyptothek (München))

Silanion (altgriechisch Σιλανίων) war ein Bronzebildner des 4. Jahrhunderts v. Chr. aus Athen. 

## Leben
Nach Plinius dem Älteren fällt der Höhepunkt seines Schaffens in die Jahre 328 bis 325 v. Chr. Angeblich Autodidakt, schuf er Statuen von Achilleus, Theseus und Iokaste sowie drei Athletenstatuen von siegreichen Faustkämpfern bei den Olympischen Spielen, die im heiligen Hain von Olympia aufgestellt waren.
Berühmt war er für die Charakterisierung der von ihm porträtierten Personen, da er körperliche und psychische Zustände der Dargestellten in seine Werke einfließen ließ. Schriftlich überliefert sind von ihm Porträts der Dichterinnen Sappho und Korinna, des Bildhauers Apollodoros und des Philosophen Platon. Silanion soll auch eine Lehrschrift zu kompositorischen Fragen verfasst haben.
Lediglich die Statue Platons, die in der Akademie aufgestellt war, jedoch nicht erhalten ist, kann ihm mit Bestimmtheit zugeschrieben werden. Auf diese Statue gehen sechzehn erhaltene römische Kopien des Kopfes zurück. Als beste Kopie gilt die der Glyptothek München, ein weiterer Haupttypus der Kopien ist im Besitz der Vatikanischen Museen. Umstritten sind hingegen unter anderem die Identifizierungen von Porträts der Sappho und Korinna sowie des Apollodoros.